# Marcus Allen
Pour les articles homonymes, voir Allen.
College Football Hall of Fame 2000
Pro Football Hall of Fame 2003
(en) Statistiques sur pro-football-reference
Marcus LeMarr Allen, né le 26 mars 1960 à San Diego en Californie, est un joueur professionnel de football américain évoluant au poste de running back. Légende des Trojans d'USC, ses performances universitaires font de lui une vedette de la ville de Los Angeles dans les pas d'O. J. Simpson. Champion universitaire national en 1978 en tant que fullback de Charles White, il devient running back dès l'année suivante et s'améliore de mois à mois jusqu'à remporter le trophée Heisman lors de sa dernière saison à l'université du Sud de la Californie en 1981.
Sélectionné par les Raiders de Los Angeles en 1982, il reste en Californie et est désigné meilleur débutant offensif de la saison. Après avoir couru plus de 1 000 yards lors des saisons 1983 et 1984, il est désigné meilleur joueur de la saison en 1985. En courant 191 yards et en marquant deux touchdowns lors du Super Bowl XVIII, il bat de nombreux records, porte son équipe au succès et est désigné meilleur joueur du Super Bowl.
Les disputes avec le propriétaire de la franchise Al Davis et l'arrivée de Bo Jackson poussent Marcus Allen sur le banc pendant plusieurs saisons. En 1992, il quitte Los Angeles pour les Chiefs de Kansas City où il rejoint Joe Montana, lui aussi en fin de carrière. Il est le principal coureur de la franchise qui se qualifie pour les phases finales à plusieurs reprises. Allen met un terme à sa carrière après la fin de la saison 1997. Il est introduit à la fois au College Football Hall of Fame et au Pro Football Hall of Fame. Après sa carrière sportive, il en entame une nouvelle en devenant commentateur sportif pour CBS.

## Biographie

### Jeunesse
Marcus LeMarr Allen naît le 26 mars 1960 à San Diego en Californie. Il est de deuxième des six enfants de Gwen et Harold Red Allen. Ses quatre frères se nomment Harold Jr., Damon, Michael et Darius et sa sœur se prénomme Michelle. Sa mère est infirmière et son père entrepreneur. Marcus Allen grandit dans le sud-est de San Diego dans un quartier majoritairement afro-américain. La discipline et la religion baptiste sont importants dans le foyer familial. Son père construit un terrain de basket-ball avec éclairage au fond du jardin pour pouvoir jouer à toute heure de la journée. À l'âge de 10 ans, Marcus souhaite jouer à des rencontres sportives, son père, récent entraîneur de l'équipe de baseball de Little League des Braves d'Encanto, le fait entrer dans l'équipe.
Marcus Allen étudie au lycée Lincoln où il joue au football américain, au basket-ball et au baseball. Il abandonne rapidement le baseball du fait de l'indiscipline de ses coéquipiers et devient le meilleur joueur de football américain de l'histoire du lycée aux postes de safety et de quarterback. Safety lors de sa première saison lycéenne, il réussit 30 plaquages défensifs en une seule rencontre. Dans sa troisième année, l'entraîneur de l'équipe Vic Player souhaite en faire son quarterback mais Allen refuse et sabote volontairement l'entraînement. Menacé d'être expulsé de l'équipe, il accepte et se révèle notamment à la course. Lors de la finale du comté de San Diego, il court pour quatre touchdowns et en marque une cinquième à la suite d'une interception. Son père l'emmène travailler avec lui sur une toiture afin de le pousser à aller à l'université et à travailler dur.

### Carrière universitaire
Les Sooners de l'Oklahoma souhaitent recruter Marcus Allen pour jouer quarterback et les Trojans d'USC pour jouer au poste de safety. Allen choisit de suivre les pas de son idole O. J. Simpson à USC et de tenter sa chance en tant que running back. Après quatre jours à l'entraînement à l'université, Allen s'est déjà imposé comme le coureur remplaçant de l'équipe. Lors de sa première saison, il impressionne peu les entraîneurs de l'équipe et ne porte le ballon qu'à 31 reprises. Nouveau à ce poste, il a beaucoup à apprendre si bien que l'un de ses entraîneurs le nomme « La Vierge ».
Pour sa deuxième saison à l'université, Marcus Allen est placé au poste de fullback titulaire pour bloquer devant le coureur Charles White. Dès son premier entraînement à ce poste, il se casse le nez. Il poursuite cependant à réaliser des sacrifices pour White qui remporte le trophée Heisman en fin de saison. Allen obtient sa chance lors de sa saison junior. Son entraîneur, John Robinson (en), en fait le running back titulaire malgré les nombreuses critiques médiatiques sur ce choix. Bien qu'il coure 1 563 yards pour USC, deuxième coureur universitaire de la saison en termes de yards, le joueur considère cette saison comme la pire année de sa vie du fait des critiques.
Marcus Allen répond aux critiques pour sa dernière saison universitaire. Sa saison 1981 est historique, il devient le premier joueur universitaire de l'histoire à courir pour plus de 2 000 yards. Endurant, vif, rapide, il enchaîne les performances à plus de 200 yards gagnés à la course par rencontre. Allen court pour 208 yards contre les Sooners de l'Oklahoma dans une victoire obtenue par USC à deux secondes de la fin,. Il termine la saison avec 2 342 yards et 23 touchdowns, égalant ou battant douze records universitaires différents,. Les principaux doutes concernant sa transition au niveau professionnel est la puissance de la ligne offensive derrière laquelle il a couru à USC, qui aurait permis selon recruteurs critiques à n'importe quel coureur d'être efficace.

### Carrière professionnelle

#### Raiders de Los Angeles (1981-1992)
Bien qu'il ait remporté le trophée Heisman en 1981, Marcus Allen est la cible de nombreuses critiques en amont de la draft de la NFL : trop lent au sprint de 40 yards avec un temps de 4 s 65, une tendance à faire trop de fumbles ou encore une supposée incapacité à casser les plaquages. L'une de ses principales critiques vient de son ancien entraîneur d'USC, John Robinson, qui ne croit pas qu'il puisse devenir dominant dans la National Football League.
Marcus Allen n'est sélectionné qu'en dixième position lors de la draft 1982 par Al Davis, le propriétaire des Raiders de Los Angeles, qui souhaite attirer le public dans les tribunes de L.A. avec la jeune célébrité locale à la suite du déménagement contesté de la franchise d'Oakland à Los Angeles. Deux autres running backs sont sélectionnés avant lui, Darrin Nelson des Cardinal de Stanford et Gerald Riggs des Sun Devils d'Arizona State. Les Raiders ont été satisfaits de l'essaie effectué avec Allen lors du Gold Bowl de San Diego.
Lors de la saison régulière 1983, Marcus Allen court pour 1 014 yards. En phase finale, il passe un cap et aide son équipe à avancer les tours avec 121 yards contre les Steelers de Pittsburgh puis 154 yards deux semaines plus tard contre les Seahawks de Seattle. Le 22 janvier 1984, lors du Super Bowl XVIII opposant les Raiders aux Redskins de Washington, Marcus Allen réalise une performance historique en courant pour 191 yards. Il marque un touchdown de 74 yards sur une longue course pour marquer le plus long touchdown à la course de l'histoire du Super Bowl. Il est désigné meilleur joueur de la rencontre.
Le succès au Super Bowl XVIII et ses performances individuelles lors de la phase finale fait instantanément de Marcus Allen une vedette nationale. Il est la vedette de Los Angeles. La saison 1984 est celle de la confirmation. Il court une nouvelle fois pour plus de 1 000 yards et marque 13 touchdowns lors de la saison régulière. En barrage, les Raiders de Los Angeles sont battus par les Seahawks de Seattle sur le score de 13 à 7 bien que Marcus Allen marque en réception d'un passe du vétéran de 37 ans Jim Plunkett le seul touchdown de son équipe.
À 27 ans, Allen a déjà tout gagner mais l'arrivée de Bo Jackson, deux ans plus jeune, sept kilos plus lourd et un peu plus rapide, met la pression sur son poste de titulaire. S'il accepte dans un premier temps de jouer au poste de fullback pour Jackson, Allen ne souhaite pas partager le temps de jeu.
Avant la saison 1989 de la NFL, Marcus Allen demande plus d'argent à Al Davis, créant des tensions entre les deux hommes. Le joueur porte également plainte contre les Raiders tout comme sept autres joueurs d'équipes différentes envers leurs clubs afin de peser sur le rapport de force du marché des agents libres. Malgré la tension entre les deux hommes, qui ne se parlent pas, Davis n'échange pas Allen à un autre club et le garde dans son vestiaire. Lorsque Marcus Allen revient à la compétition, il est listé comme le quatrième running back de l'effectif.
Alors qu'il est le coureur le plus prolifique de l'histoire des Raiders, Marcus Allen est sur le banc et ne joue pas lors de la saison 1992. Acquis lors de l'entre-saison, Eric Dickerson est titulaire au poste de running back, Nick Bell son remplaçant et Allen n'est utilisé qu'en situation de courts gains à gagner sur la ligne adverse ou en troisième tentative. Si les rumeurs évoquent d'Al Davis est à l'origine de ce choix, l'entraîneur principal Art Shell annonce avoir fait ce choix de lui-même. En décembre, Marcus Allen réalise une interview diffusée à la mi-temps de la rencontre télévisée entre les Raiders et les Dolphins lors de laquelle il déclare penser qu'Al Davis tente de ruiner sa carrière et de l'empêcher d'entrer au Pro Football Hall of Fame.

#### Chiefs de Kansas City (1993-1998)
Rejeté du vestiaire des Raiders, Allen signe dans le club rival, les Chiefs de Kansas City, moins réputé et célèbre que l'équipe de Los Angeles, avant le début de la saison 1993. Il y est rejoint par le quarterback Joe Montana, légende de la ligue lui aussi mis à l'écart par son ancienne équipe, les 49ers de San Francisco, au profit du jeune Steve Young. Toutes les attentions se portent sur Montana bien que Marcus Allen soit le premier porteur de ballon à la course de l'équipe. Deux des entraîneurs d'Allen aux Chiefs, Art Shell et Gunther Cunningham, ont eux connu la même mésaventure avec les Raiders, alimentant la rivalité entre les deux équipes. À l'été 1995, les Raiders quittent Los Angeles et retournent à Oakland, l'âme des Raiders étant partie à la suite du départ de Marcus Allen. En septembre de la même année, il est le cinquième joueur de l'histoire à passer les 15 000 yards gagnés au total lors d'une victoire en prolongation contre les Raiders d'Oakland.

## Style de jeu
Selon Howie Long, defensive back historique de la franchise des Raiders de Los Angeles, Marcus Allen est le des running backs les plus polyvalents des années 1980. Bloqueur de grande qualité, il offre de nombreuses options offensives supplémentaires à son équipe.

## Vie privée
Pendant ses plus belles années à Los Angeles, Marcus Allen vit dans une villa dans le quartier de Brentwood. Sa maison est, de son propre aveu, un endroit mort où il y a peu de vie. Il passe des heures à jouer au piano et à chanter. Il collectionne des ours en peluche, a étudié le français et le russe, et lit de nombreux livres, notamment la Bible. Il offre de nombreux cadeaux à sa famille comme une croisière aux Bahamas à ses parents pour leur 25e anniversaire de mariage. O. J. Simpson est également comme son grand frère, l'aidant à gérer la célébrité.

## Statistiques
Marcus Allen a joué pour les Raiders de Los Angeles et les Chiefs de Kansas City pendant sa carrière au poste de running back. Les statistiques dans les tableaux suivants mesurent ses différentes performances à ce poste.
| Année              | Équipe                 | MJ                 |       | Courses | Courses | Courses | Courses |       | Passes réceptionnées | Passes réceptionnées | Passes réceptionnées | Passes réceptionnées |  | Fumbles | Fumbles |
| Année              | Équipe                 | MJ                 | Nb.   | Yards   | Moy.    | TD      | Nb.     | Yards | Moy.                 | TD                   | Nb.                  | Perdus               |  |         |         |
| 1982               | Raiders de Los Angeles | 9                  | 160   | 697     | 4,4     | 11      | 38      | 401   | 10,6                 | 3                    | 5                    | -                    |  |         |         |
| 1983               | Raiders de Los Angeles | 16                 | 266   | 1 014   | 3,8     | 9       | 68      | 590   | 8,7                  | 2                    | 14                   | -                    |  |         |         |
| 1984               | Raiders de Los Angeles | 16                 | 275   | 1 168   | 4,2     | 13      | 64      | 758   | 11,8                 | 5                    | 8                    | -                    |  |         |         |
| 1985               | Raiders de Los Angeles | 16                 | 380   | 1 759   | 4,6     | 11      | 67      | 555   | 8,3                  | 3                    | 3                    | -                    |  |         |         |
| 1986               | Raiders de Los Angeles | 13                 | 208   | 759     | 3,6     | 5       | 46      | 453   | 9,8                  | 2                    | 7                    | -                    |  |         |         |
| 1987               | Raiders de Los Angeles | 12                 | 200   | 754     | 3,8     | 5       | 51      | 410   | 8,0                  | 0                    | 3                    | -                    |  |         |         |
| 1988               | Raiders de Los Angeles | 15                 | 223   | 831     | 3,7     | 7       | 34      | 303   | 8,9                  | 1                    | 5                    | -                    |  |         |         |
| 1989               | Raiders de Los Angeles | 8                  | 69    | 293     | 4,2     | 2       | 20      | 191   | 9,6                  | 0                    | 2                    | -                    |  |         |         |
| 1990               | Raiders de Los Angeles | 16                 | 179   | 682     | 3,8     | 12      | 15      | 189   | 12,6                 | 1                    | 1                    | -                    |  |         |         |
| 1991               | Raiders de Los Angeles | 8                  | 63    | 287     | 4,6     | 2       | 15      | 131   | 8,7                  | 0                    | 1                    | 0                    |  |         |         |
| 1992               | Raiders de Los Angeles | 16                 | 67    | 301     | 4,5     | 2       | 28      | 277   | 9,9                  | 1                    | 1                    | 0                    |  |         |         |
| 1993               | Chiefs de Kansas City  | 16                 | 206   | 764     | 3,7     | 12      | 34      | 238   | 7,0                  | 3                    | 4                    | 3                    |  |         |         |
| 1994               | Chiefs de Kansas City  | 13                 | 189   | 709     | 3,8     | 7       | 42      | 349   | 8,3                  | 0                    | 3                    | 2                    |  |         |         |
| 1995               | Chiefs de Kansas City  | 16                 | 207   | 890     | 4,3     | 5       | 27      | 210   | 7,8                  | 0                    | 2                    | 1                    |  |         |         |
| 1996               | Chiefs de Kansas City  | 16                 | 206   | 830     | 4,0     | 9       | 27      | 270   | 10,0                 | 0                    | 2                    | 0                    |  |         |         |
| 1997               | Chiefs de Kansas City  | 16                 | 124   | 505     | 4,1     | 11      | 11      | 86    | 7,8                  | 0                    | 4                    | 2                    |  |         |         |
| Totaux en carrière | Totaux en carrière     | Totaux en carrière | 3 022 | 12 243  | 4,1     | 123     | 587     | 5 411 | 9,2                  | 21                   | 65                   |                      |  |         |         |

## Pour approfondir

### Filmographie
- (en) A Football Life: Marcus Allen, 12 décembre 2012, NFL Films, 52 minutes.